# ادوارد ریلی استتینیوس
ادوارد ریلی استتینیوس (انگلیسی: Edward Stettinius Jr.; ۲۲ اکتبر ۱۹۰۰ – ۳۱ اکتبر ۱۹۴۹) سیاست‌مدار اهل ایالات متحده آمریکا بود.